# Municipio de Stoney Creek (condado de Caswell)
El municipio de Stoney Creek (en inglés: Stoney Creek Township) es un municipio ubicado en el  condado de Caswell en el estado estadounidense de Carolina del Norte. En el año 2010 tenía una población de 3.866 habitantes.

## Geografía
El municipio de Stoney Creek se encuentra ubicado en las coordenadas 36°17′57.09″N 79°27′28.15″O / 36.2991917, -79.4578194.